# История Челябинска
Город Челябинск был основан в 1736 году как Челябинская крепость. В настоящее время Челябинск — крупный промышленный и культурный центр с населением более 1 млн человек.

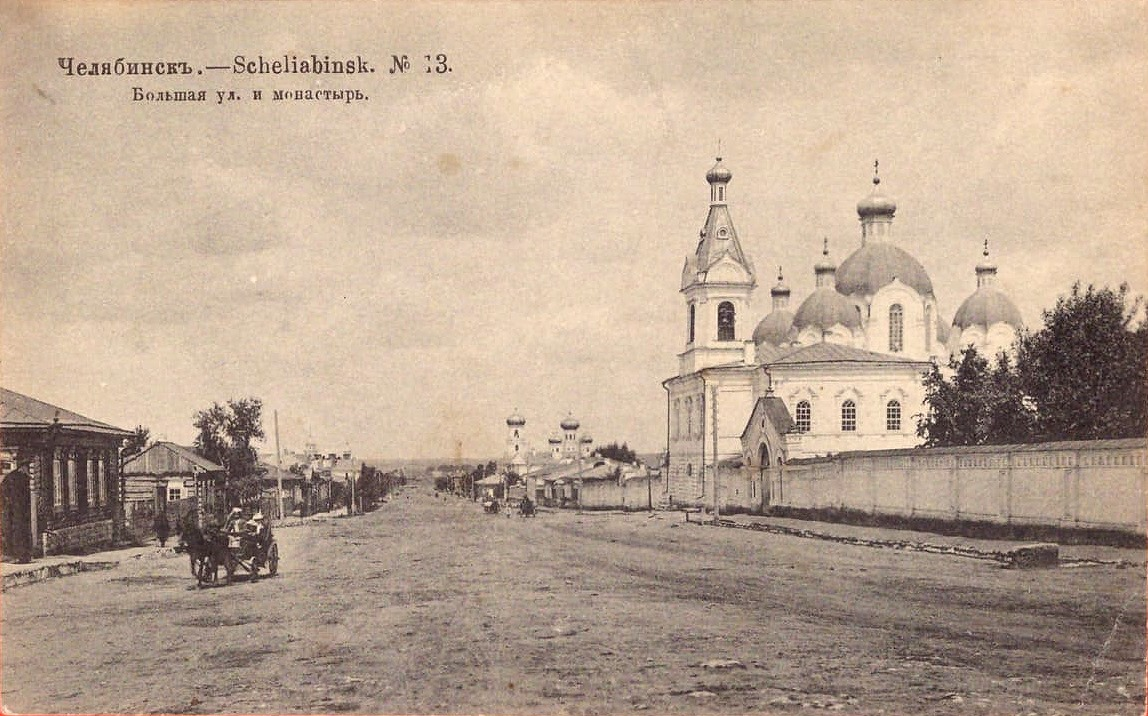
Челябинск. Большая улица (ныне улица Цвиллинга), церковь Вознесения. 1900-e гг.

## Челябинская крепость
Челябинская крепость заложена в 1736 году на месте урочища Селябэ. Одной из причин строительства Челябинской крепости, как и Миасской (ныне село Миасское) с Чебаркульской были нападения башкир на обозы с продовольствием, следующие из Теченской слободы в Оренбургскую и Верхояицкие крепости.
13 сентября полковник А. И. Тевкелев (Тевкелев Кутлу-Мухаммед) писал: «в урочище Челяби от Миясской крепости в тридцати верстах заложил город». Крепость была основана с согласия владельца земли, на которой планировалось строительство, — башкирского тархана Таймаса Шаимова; что в конечном итоге привело к освобождению его башкир от податного обложения. Позже, по поручению А. И. Тевкелева, завершал строительство Челябинской крепости майор Я. Павлуцкий. Он же, предположительно, несколькими годами ранее осуществлял поиск места под крепость. С 1736 года Челябинская крепость административно вошла в Уфимскую провинцию.
20 июня 1742 года немецкий путешественник И. Г. Гмелин составил первое описание крепости: «Эта крепость также находится на реке Миясс, на южном берегу, она похожа на Миясскую, но побольше и окружена только деревянными стенами из лежащих брёвен. Каждая стена имеет примерно 60 саженей. Она заложена вскоре после Миясской крепости, а имя получила от ближайшего к ней, находящегося выше на южной стороне реки леса, по-башкирски Челябе-Карагай».

## Город Челябинск
В 1743—1781 годах Челябинск стал административным центром Исетской провинции, согласно указу Оренбургской комиссии от 22 сентября 1743, до этого просто входил в состав этой провинции.
23 марта 1748 года в Челябинске был заложен первый каменный храм, ставший главным собором Исетской провинции.
По состоянию на 1760-е годы, в Челябинске находились воевода и провинциальная канцелярия (переведённая из Теченской слободы в 1743 году), подушной сбор, духовное правление, ратуша, около 500 дворов (из них около 100 дворов внутри крепости). Внутри крепости на правом берегу реки находилось укрепление с 2 деревянными башнями. Крепость на обоих берегах реки была обнесена деревянной оградой (заплотом) с рогатками, надолбами и тремя проезжими башнями. Проживало: нерегулярные войска из 354 казаков во главе с атаманом и 8 старшинами, регулярная Провинциальная рота канцелярии (пехотная рота), 192 купцов и рабочих, 42 крестьян и дворовых. Кроме того, в 15 верстах в деревне Баланъчной проживало переехавшие из Шадринска 154 души жителей. В крепости имелась деревянная церковь Николая Чудотворца, построенная до 1743 года и построенная после каменная трёхпрестольная (Рождества Христова, Иоанна Богослова, Николая Чудотворца). Почтовая дорога до Оренбурга проходила через Зелаирскую крепость и составляла 572 версты.
В 1774 году благодаря действиям воеводы А. П. Верёвкина, выдержал осаду пугачёвцев, однако в феврале 1775 года пугачёвцы взяли город. В освобождении помог прибывший с подкреплением генерал И. А. Деколонг.
В 1781 году Челябинск становится уездным городом Челябинского уезда Екатеринбургской области Пермского наместничества.
С 1782 года Челябинск, как и уезд административно переподчиняются Уфимской области Уфимского наместничества при его создании из Оренбургской губернии. 6 июня 1782 года указом императрицы Екатерины II был утверждён герб уездного города Челябинска 
Уфимского наместничества. В верхней части щита располагается уфимский герб (куница), а в нижней навьюченный верблюд, в знак того, что через город проходили торговые пути.

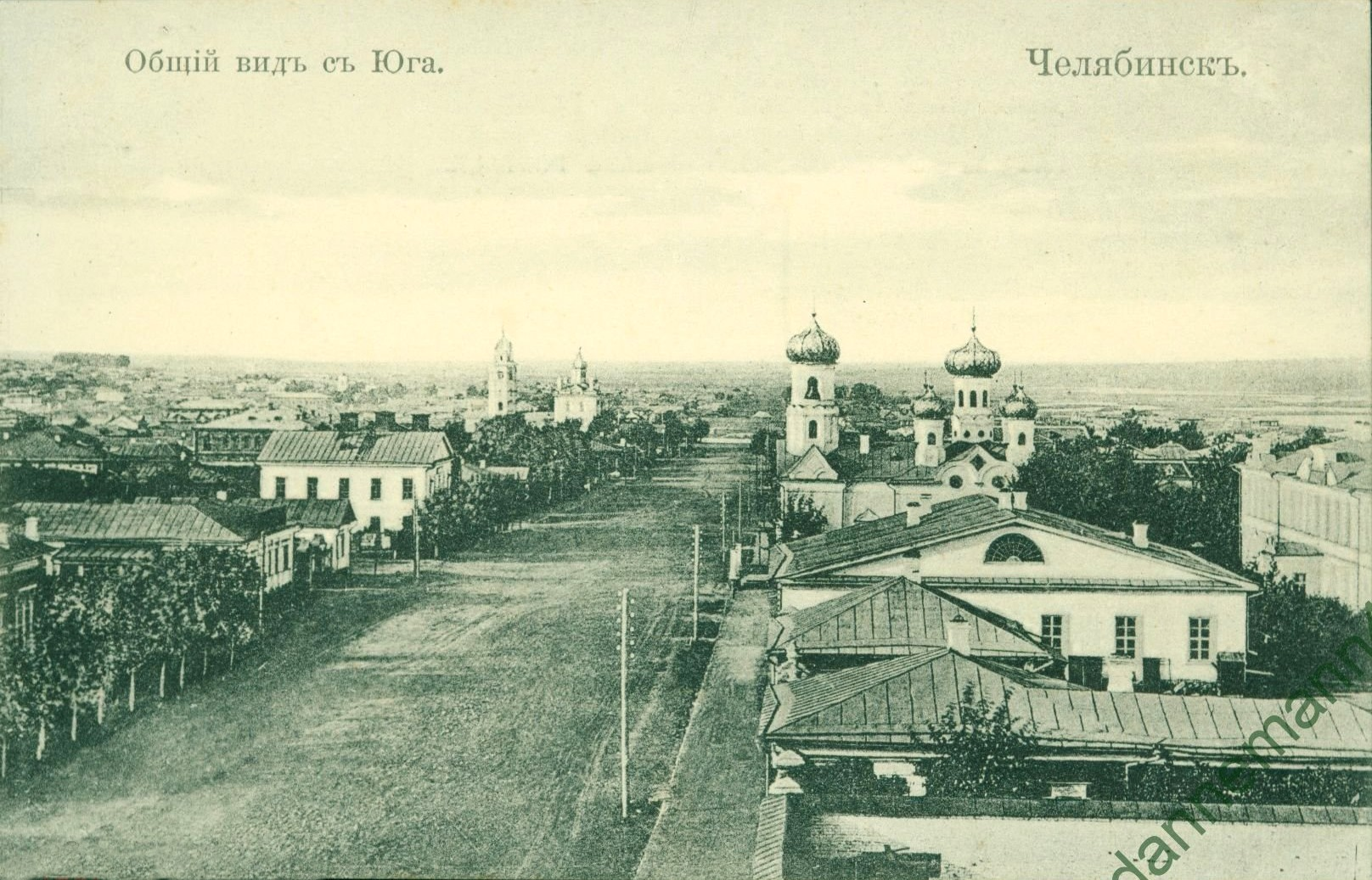
Вид с юга. Покровская церковь. 1900-е гг.

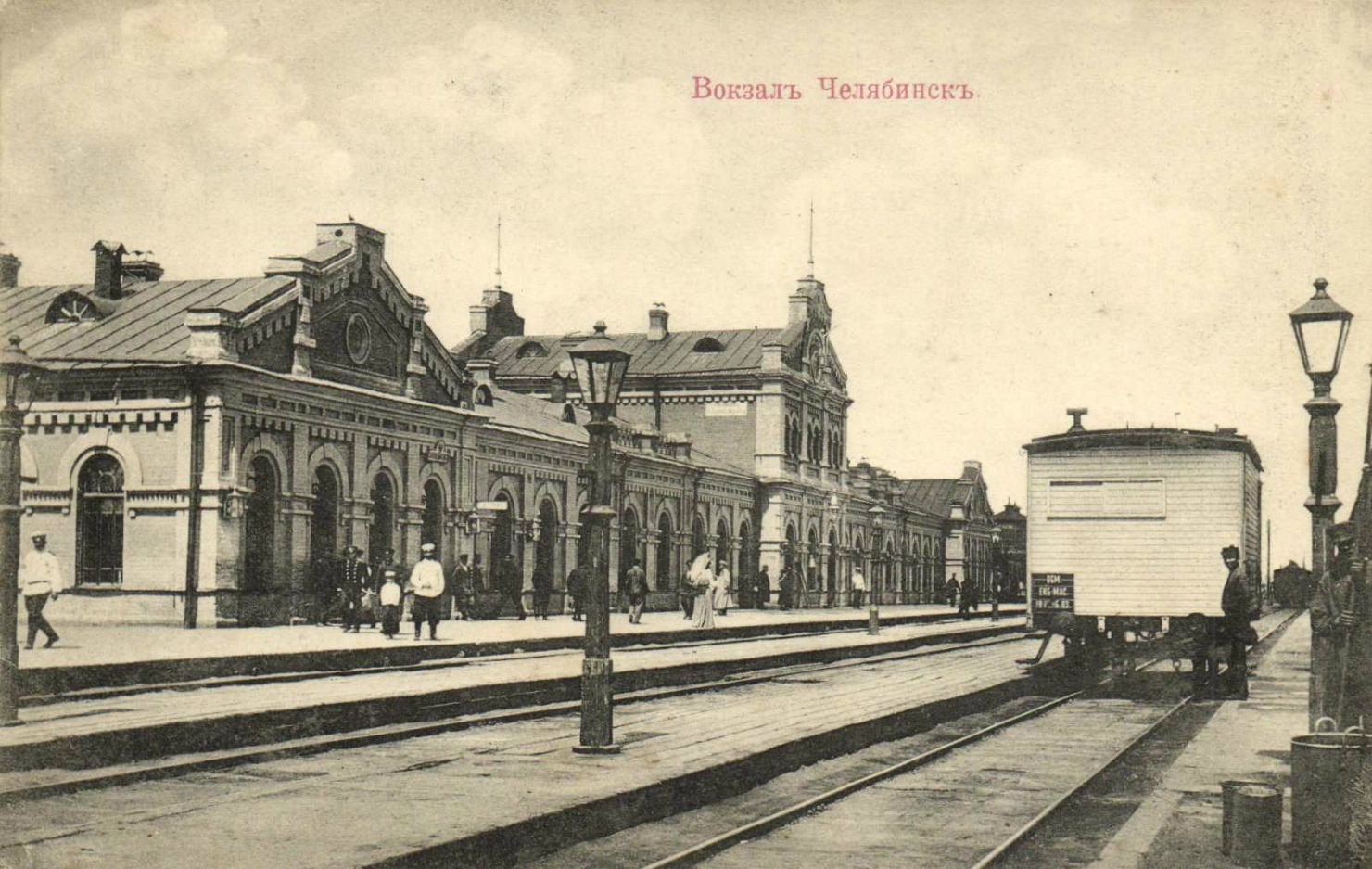
Вокзал Челябинска. 1910-е года.

В 1780-е годы Челябинск был тихим уездным городом, но в нём случались события мирового масштаба. Так, в 1788 году группа врачей во главе с Андреевским С. С. изучили симптомы и дали название сибирской язве, а также первыми в мире выделили сыворотку против этой смертоносной болезни.
С 1796 года в связи с упразднением наместничеств Челябинск с уездом входят в состав повторно созданной Оренбургской губернии и утверждается новый герб: навьюченный верблюд в нижней части губернского щита.
В первой половине XIX века в среде горожан начинает формироваться торгово-ремесленная прослойка. К середине XIX столетия город занимает прочное место в ярмарочной торговле Урала.
В 1862 году в городе основали Одигитриевский женский монастырь с церковью Вознесения (в начале 1930-х разрушен; в 2015 году решением патриарха Московского Кирилла монастырь был возрождён на бывшей монастырской заимке).
До конца XIX века Челябинск был небольшим городом. Второе рождение Челябинска состоялось в 1892 году благодаря императору Александру III. Оно было связано с окончанием строительства Самаро-Златоустовской железной дороги, соединившей Челябинск с европейской частью Российской Империи. Именно благодаря вмешательству императора был отменён ранее предложенный проект, которым предполагалось вести железную дорогу через Казань — Екатеринбург — Тюмень. С 1892 года продолжилось строительство Транссибирской магистрали далее на восток страны. Дальнейшему развитию города способствовал запуск в эксплуатацию в 1896 году ветки Уральской горнозаводской железной дороги соединяющей Челябинск с Екатеринбургом, вследствие чего весь грузопоток из изолированной до этого железной дороги потёк через Челябинск в европейскую часть страны, вдобавок к потоку из Западной Сибири. Буквально за несколько лет город занял ведущие позиции в стране по торговле хлебом, маслом, мясом и чаем. По торговле хлебом Челябинская биржа конца XIX века — первая в России, по торговле импортным чаем — вторая. Этому так же способствовало и введение правительством страны так называемого «Челябинского тарифного перелома» (1896—1913 гг.). За Челябинском закрепляется неофициальное почётное название «Ворота в Сибирь».

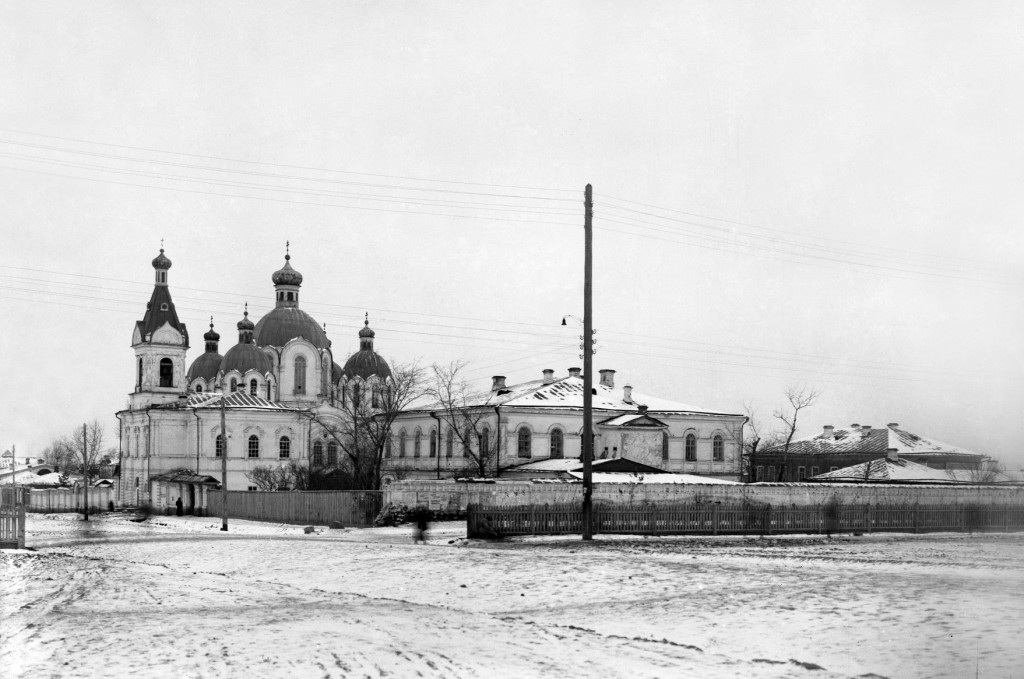
Одигитриевский женский монастырь. 1926 г.

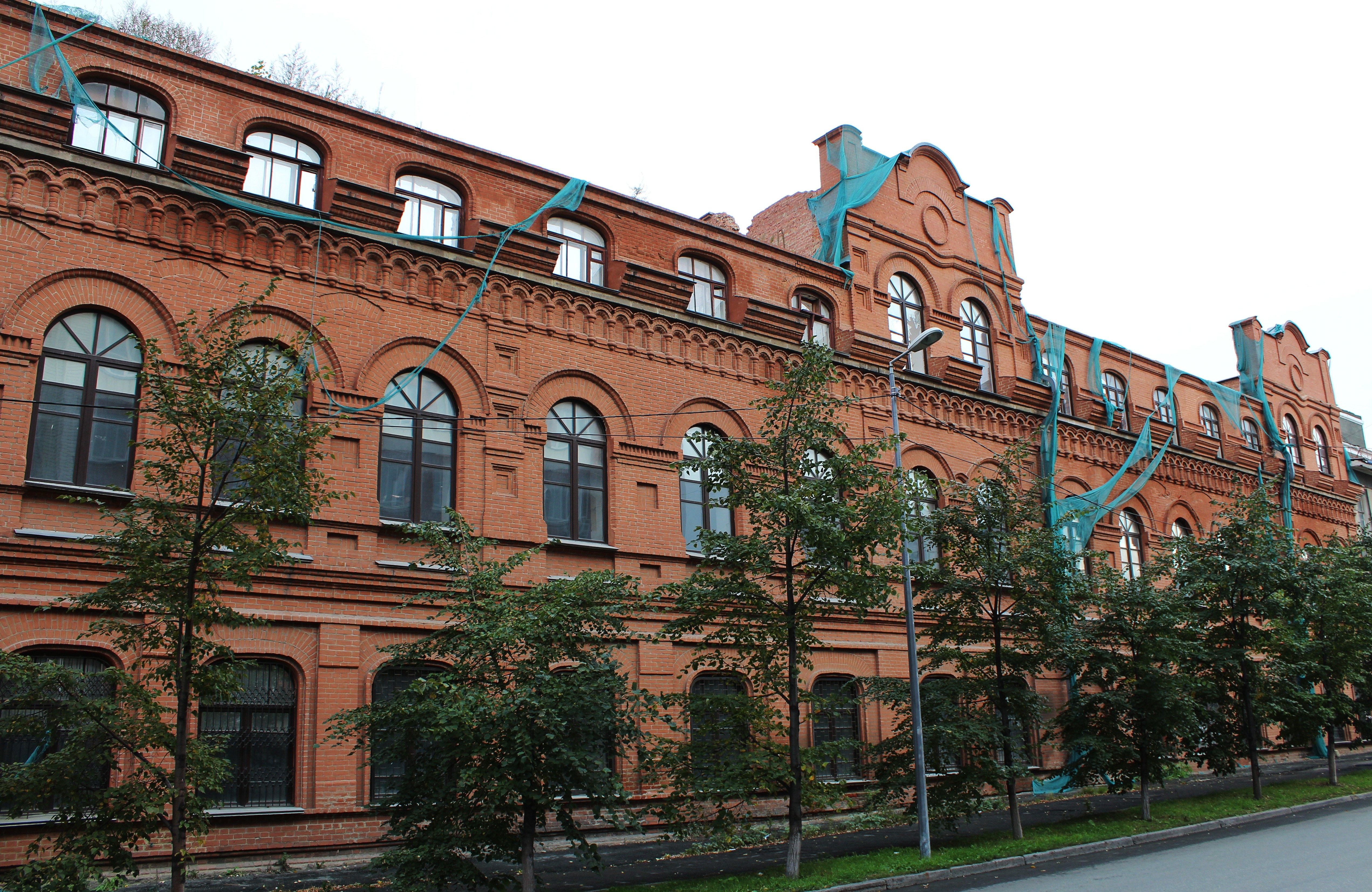
Чаеразвесочная фабрика Кузнецова (1898)

С 1893 года до 30-х годов XX века в Челябинске, возле вокзала железнодорожной станции, возникает и существует крупнейший в России врачебно-питательный переселенческий пункт в составе Переселенческого управления, через который в это время проходили практически все переселенцы в Сибирь и на Дальний Восток. В этом же году в городе открывается Челябинское отделение Государственного банка Российской империи.
В 1898 году рядом с железнодорожной станцией строится первый в городе завод «В. Г. Столль и Ко», выпускавший сельскохозяйственные инструменты и инвентарь.
За несколько лет население города значительно выросло (в 1897 году — около 20 тысяч человек, в 1910 — более 60 тысяч, в 1917 — около 70 тысяч), а территория увеличилась на треть. Вокруг железнодорожной станции появилось много посёлков. Открылись духовное училище (1830, в 1878 построено новое здание), женская прогимназия (1870), реальное училище (1902, с 1905 в собственном здании), торговая школа. Были построены Народный дом(1903) и клуб железнодорожного собрания. В городе действовало около 1500 торгово-промышленных заведений с годовым оборотом до 30 млн рублей. Открывались торговые конторы, агентства, представительства иностранных компаний по продаже машин и оборудования. За быстрый рост на рубеже XIX—XX веков, схожий с американскими городами, Челябинск иногда называли Зауральским Чикаго.

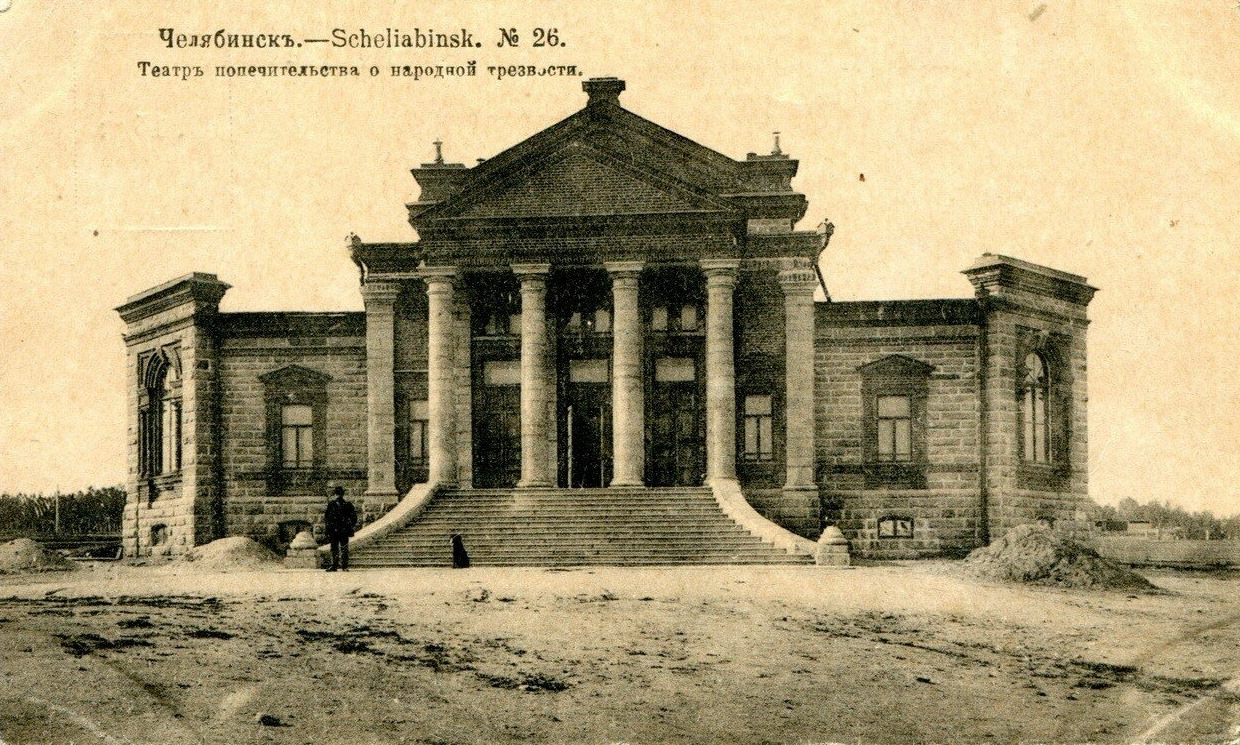
Театр попечительства о народной трезвости (Народный дом). 1903 г.
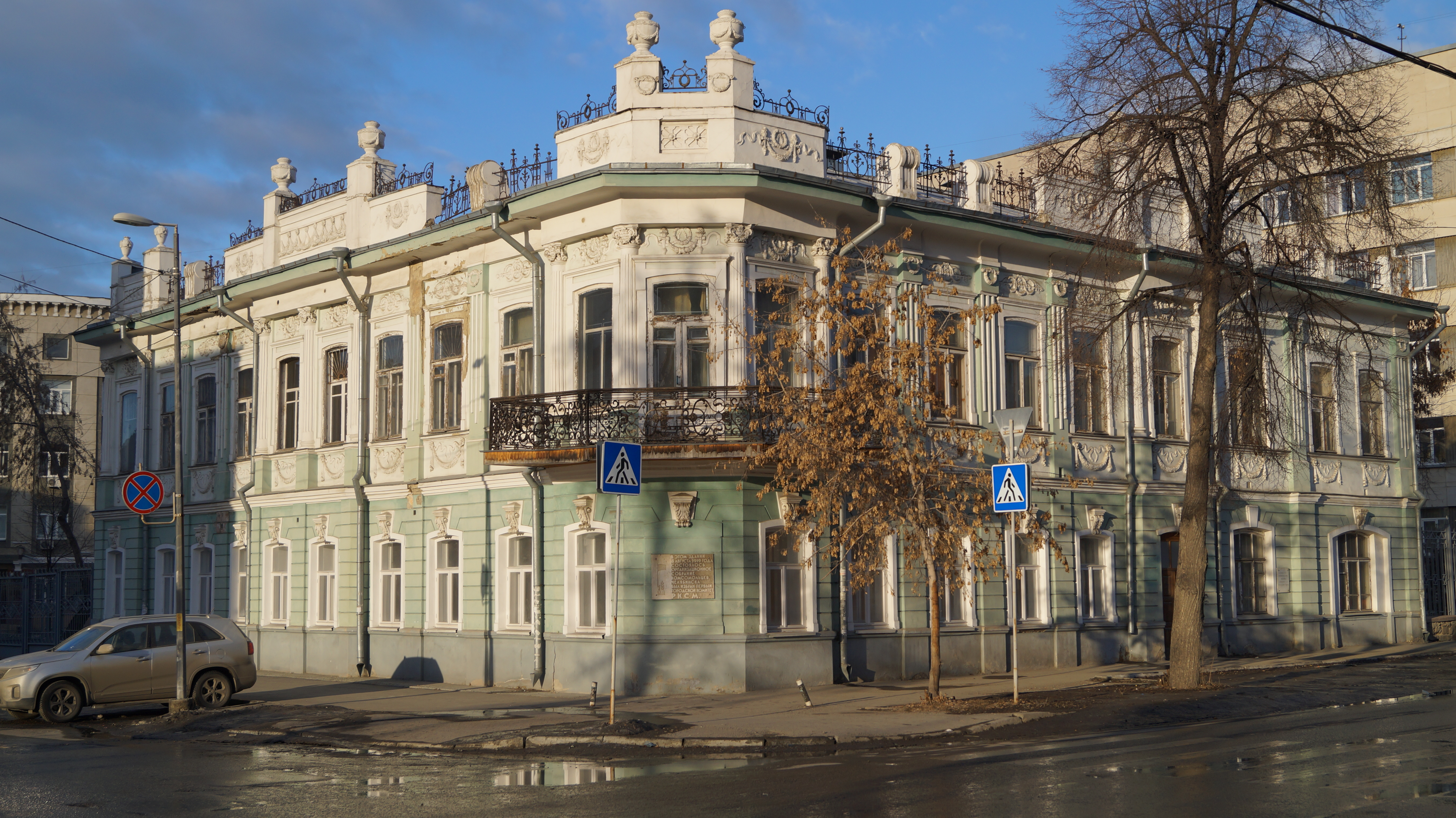
Особняк купца Архипова (1911)
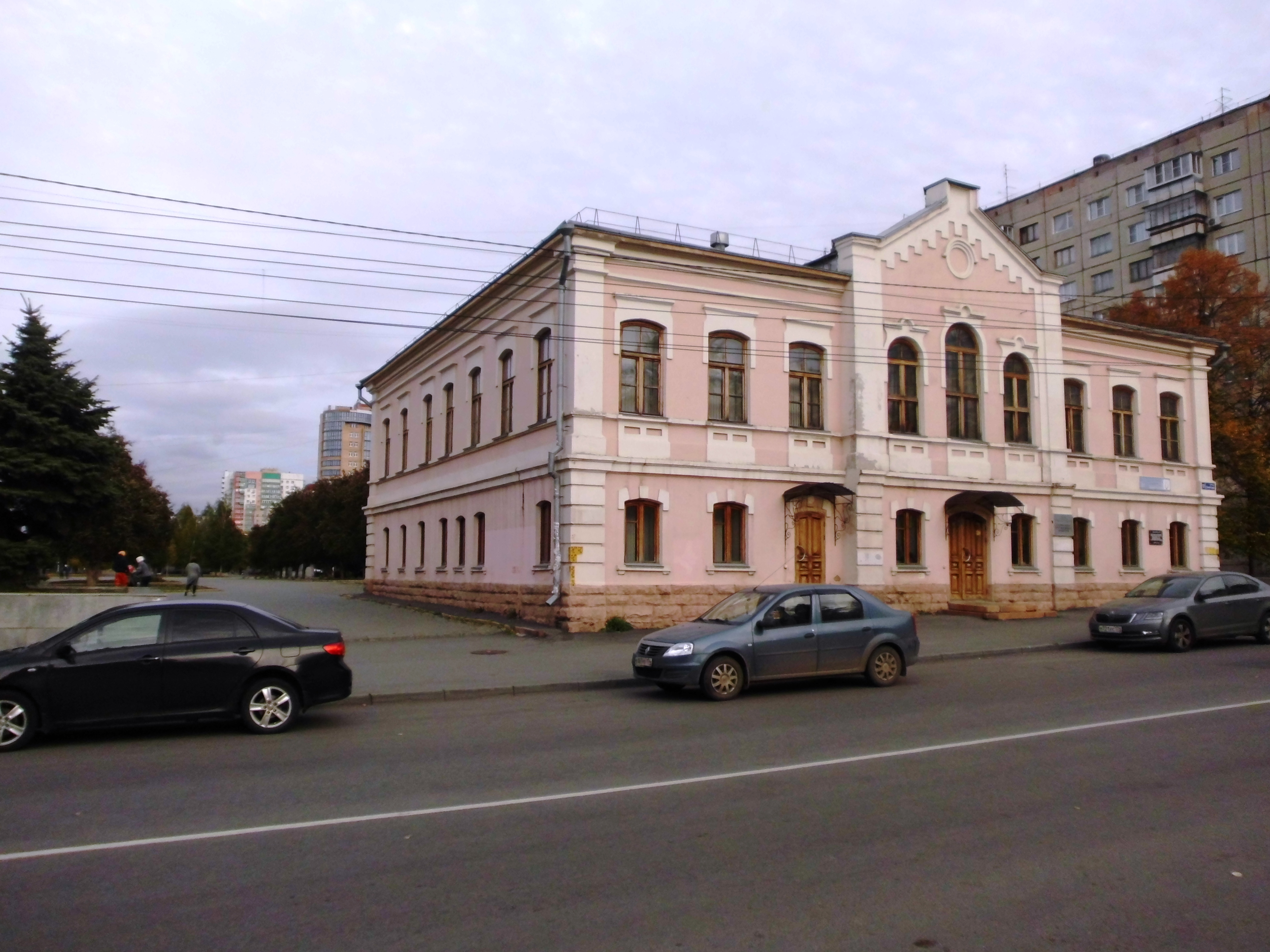
Здание первого мужского приходского училища (ныне Советская улица, 51. На бульваре Славы)
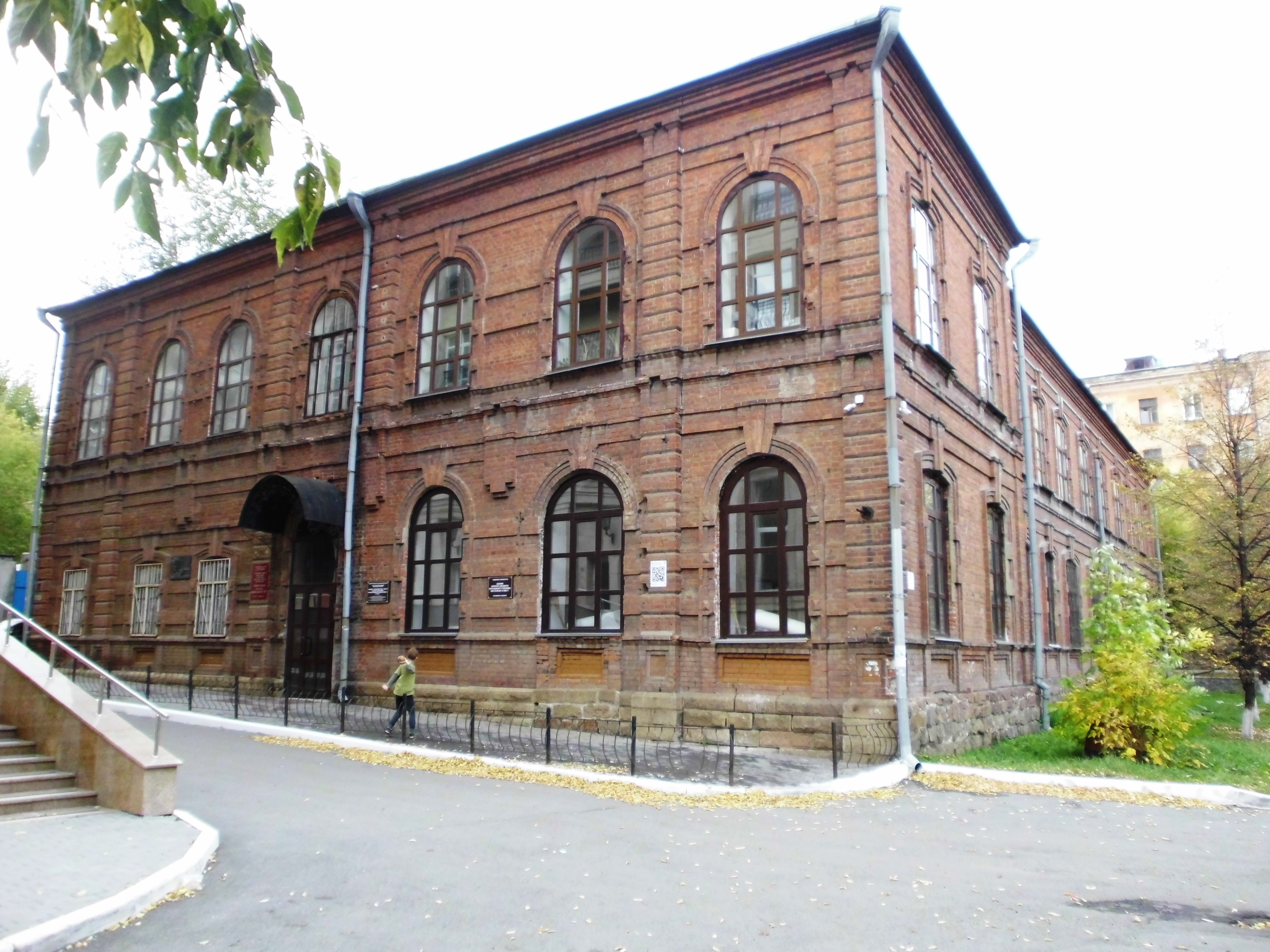
Здание второго низшего начального училища (ныне улица Борьбы, 28)
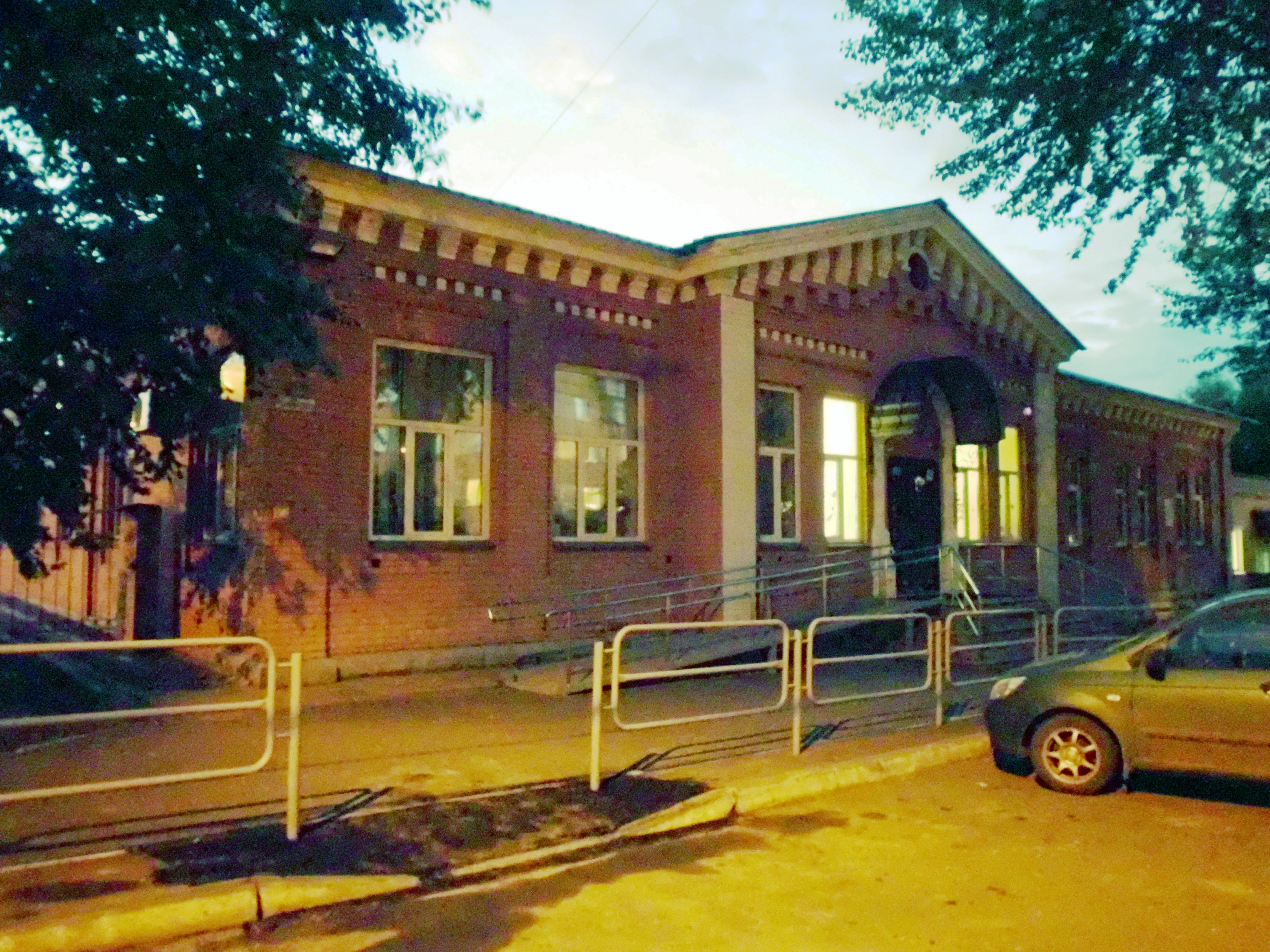
Здание третьего низшего начального (приходского) женского училища (ныне улица Володарского, 14)
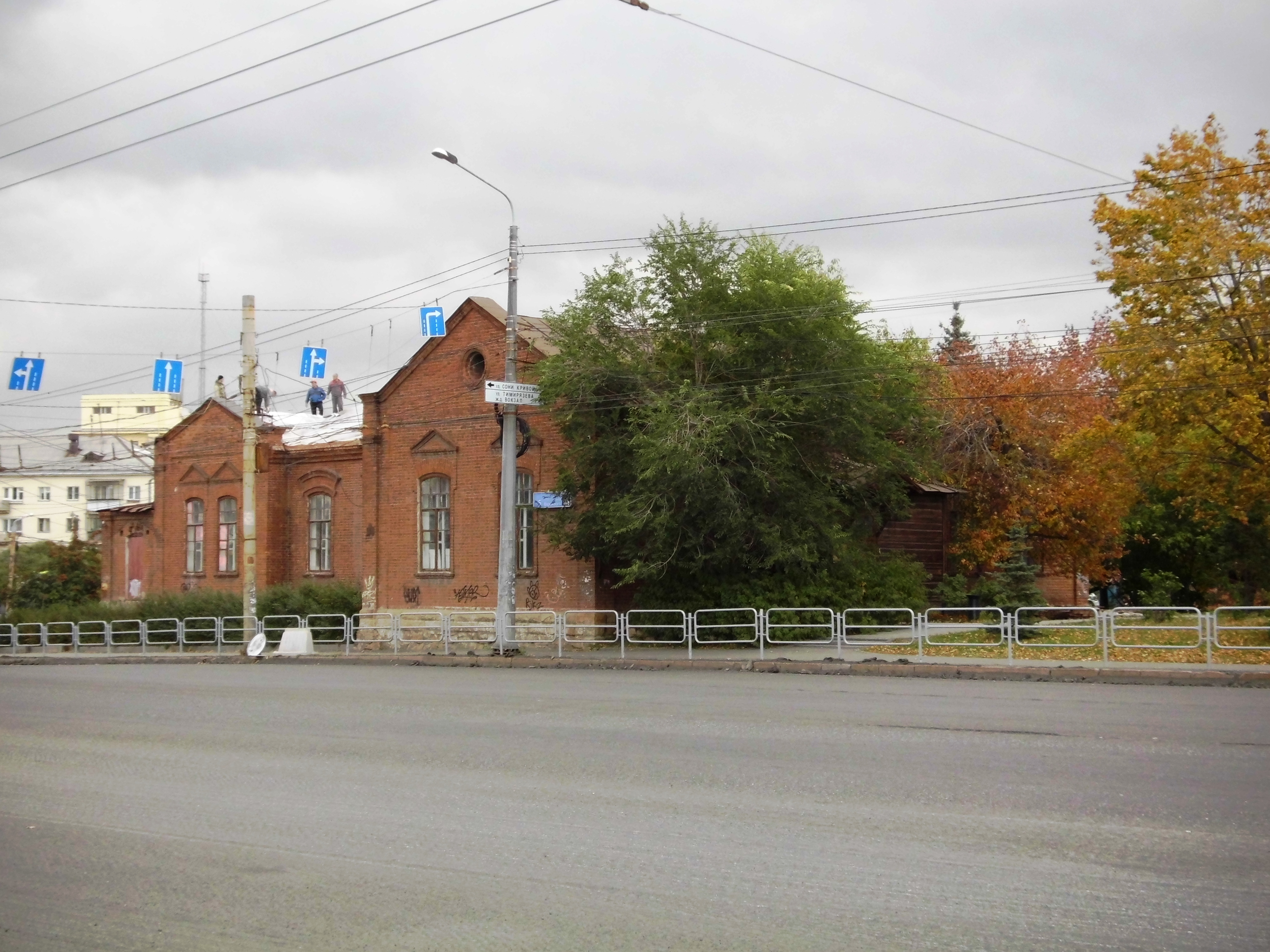
Здание земской школы (ныне улица Воровского, 5)
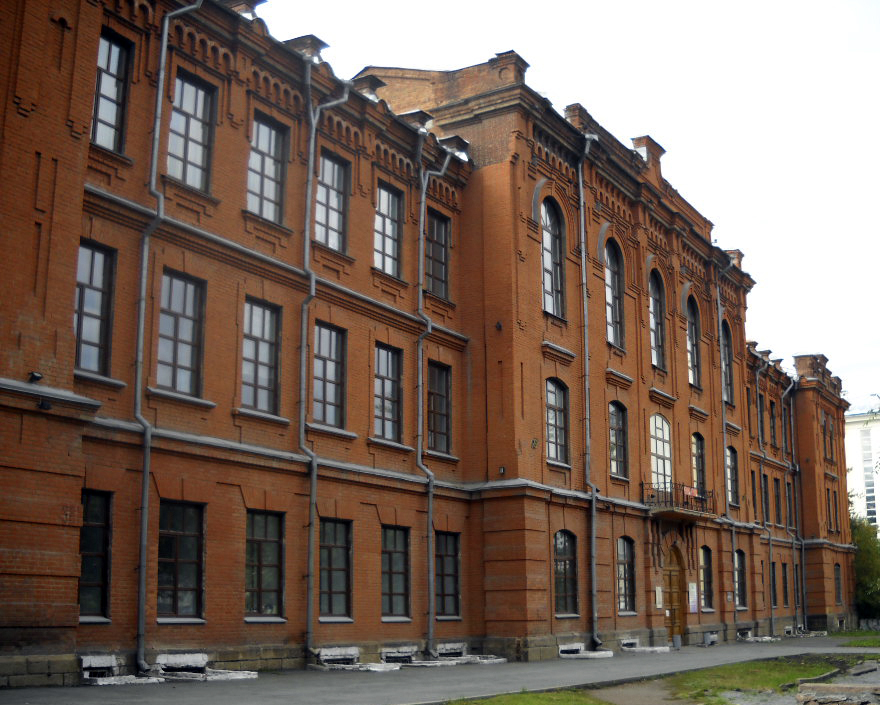
Здание Челябинского реального училища (ныне Красная улица, 38)
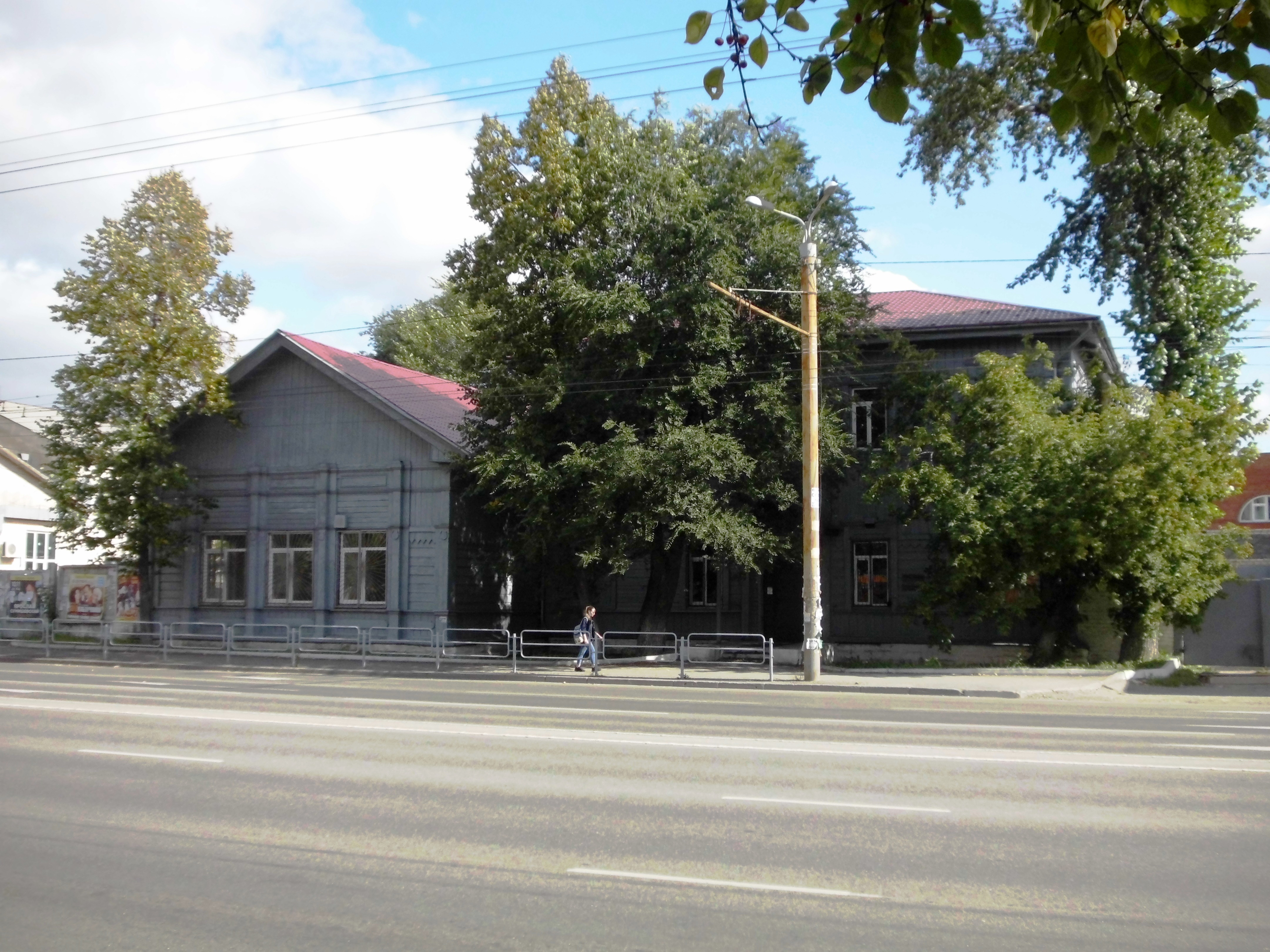
Здание мужского железнодорожного училища (ныне улица Свободы, 175)

Во время Русско-японской войны, в 1904-1906 годах, в Челябинске была создана Челябинская внутренняя эвакуационная комиссия. Также, в городе были сформированы и располагались 109-й запасной госпиталь, 1-й и 2-й сводные Челябинские госпитали .

## Советский период

### В период первых пятилеток
Восстание Чехословацкого корпуса после событий 14 мая 1918 года на железнодорожной станции Челябинск и захвата города в ночь с 26 на 27 мая 1918 года, привело соблюдавший ранее нейтралитет многотысячный корпус к участию в гражданской войне на стороне КомУча и в дальнейшем Белого движения. Несмотря на политическую нестабильность, в 1918 году был введён в строй Челябинский элеватор. После захвата в июле 1919 года города красными (Челябинская операция) начинают формироваться большевистские органы власти: создан революционный комитет, проведены выборы в партийные комитеты. С 3 сентября 1919 года Челябинск стал центром созданной по решению ВЦИК Челябинской губернии, преобразованной 3 ноября 1924 года в Челябинский округ Уральской области.

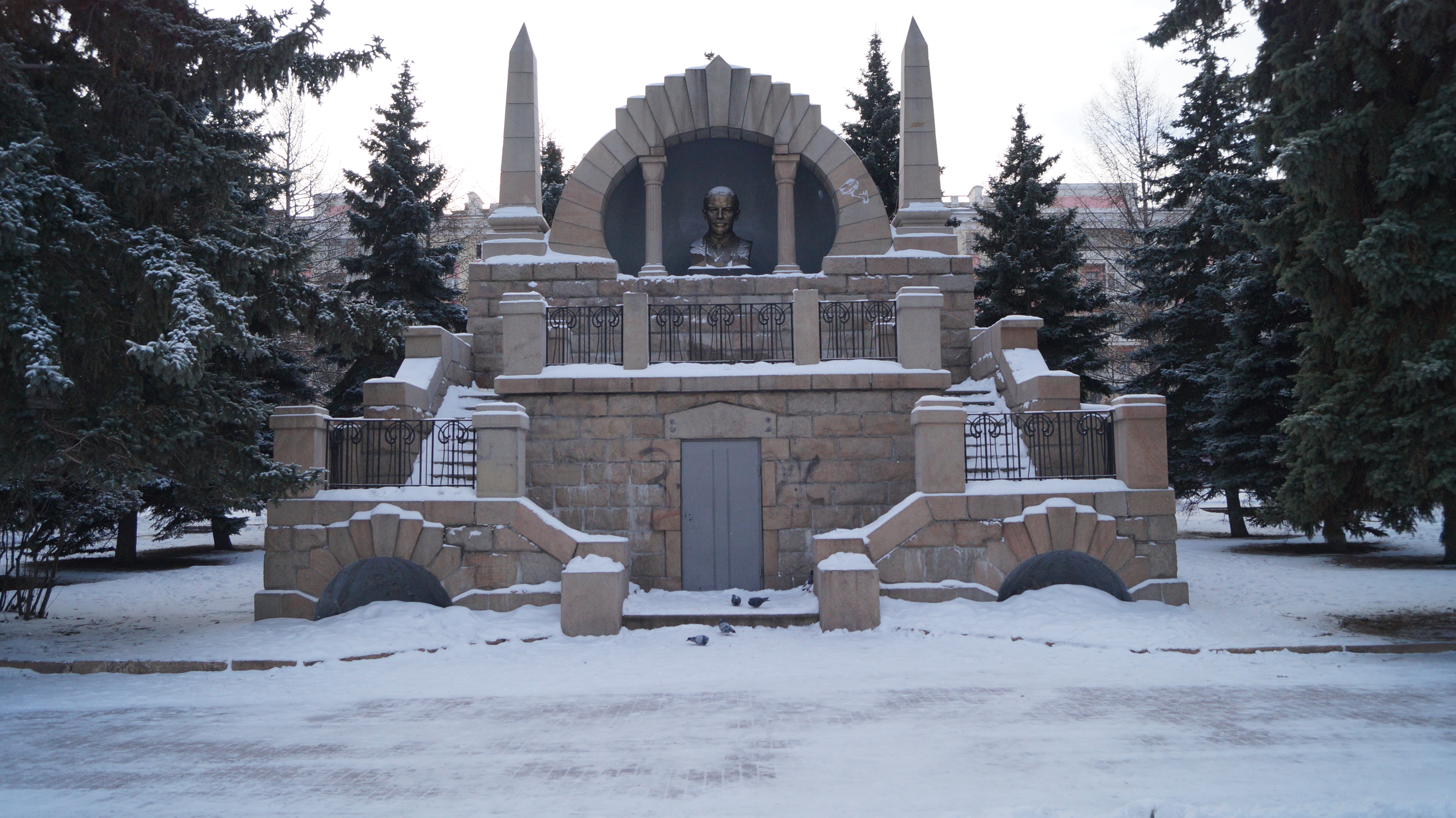
Памятник-мавзолей В. И. Ленину на Алом поле (1925)

17 января 1934 Постановлением ВЦИК Уральская область была разделена на три области — Свердловскую с центром в Свердловске, Челябинскую область с центром в Челябинске и Обско-Иртышскую область с центром в Тюмени.
В 1937 году рассматривался вопрос о переименовании города Челябинска в Кагановичград.
В период первых советских пятилеток Челябинск стал одним из крупнейших в стране промышленных центров. Если к 1919 году в городе действовало лишь два предприятия, то с начала 1930-х годов начали свою работу тракторный, абразивный, ферросплавный, электродный, станкостроительный, цинковый заводы. Вот что писал об этом периоде Луи Арагон, посещавший Челябинск летом 1932 года по пути из Свердловска в составе делегации прогрессивных литераторов Европы и США:

«…вдруг открывается Челябинск. Огибаем целые километры новых домов, белых с серыми полосами. У подножия их всё ещё ютятся чёрные землянки, в которых раньше жили… …нет ни одного туриста, который не спросил бы первым долгом: „Что же это такое? Это Челябтракторострой. А вот это — электрическая станция — ЧГРЭС“. И ещё дома, ещё дома…»— . А. А. Шмаков // Челябинск: Южно-Уральское книжное издательство. — 1980. — 42 с. (С. 10-12)
Не обошли Челябинск и репрессии, одно из таких напоминаний — массовые захоронения на Золотой горе и биография первых начальников Южно-Уральской железной дороги.

### В годы Великой Отечественной войны

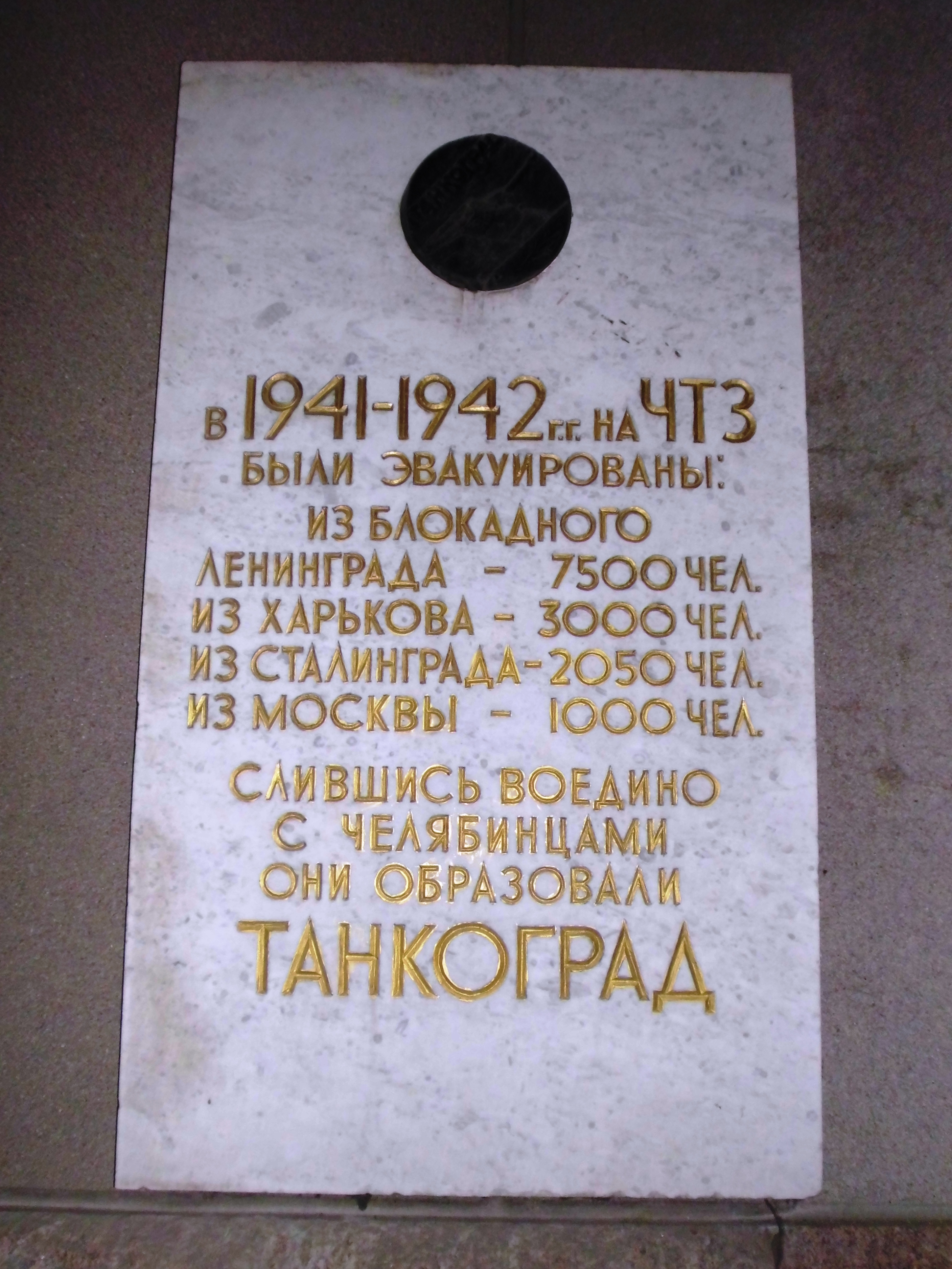
Памятная доска у главного входа ЧТЗ

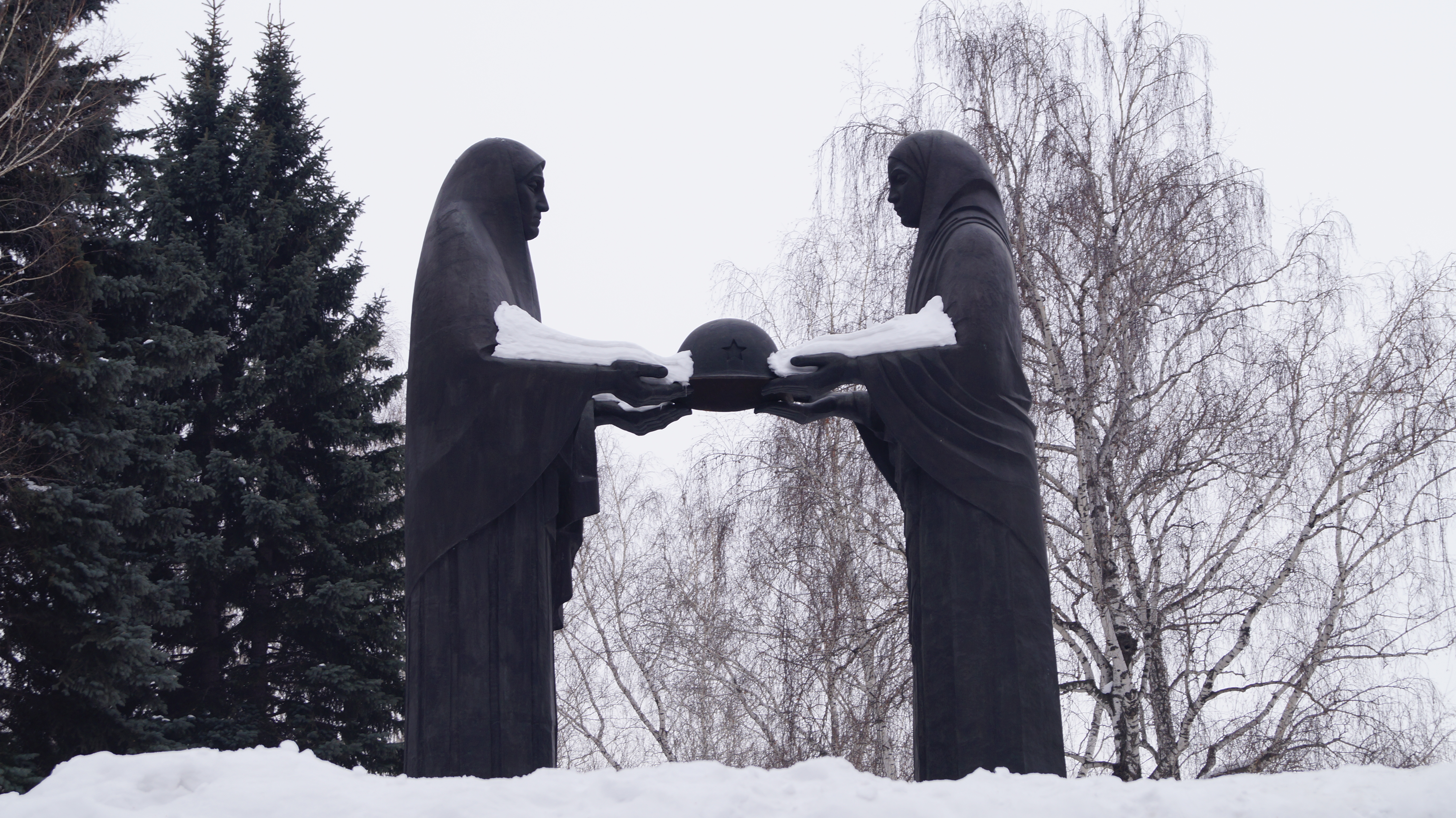
Монумент «Скорбящие Матери» на кладбище, где похоронены умершие военнослужащие в тыловых военных эвакогоспиталях, развёрнутых в Челябинске во время ВОВ для лечения эвакуированных тяжелораненных

Во время Великой Отечественной войны Челябинск играл большую роль как тыловой город. Челябинск принял тысячи эвакуированных граждан. Население города выросло с 270 до 650 тысяч человек. На базе более двух сотен эвакуированных в 1941 году предприятий, которые сливались с местными производствами, создавались гиганты индустрии ЧКПЗ, ЧМК, ЧТПЗ. В Челябинскую контору Госбанка СССР были эвакуированы Молдавская и Измаильская конторы Госбанка СССР (в городе к этому времени находились ещё областные конторы Промбанка СССР и Сельхозбанка СССР). В Челябинске с 1941 по 1945 год размещался Народный комиссариат танковой промышленности, один из крупнейших промышленных наркоматов СССР. Кроме того, в городе размещались Наркомат боеприпасов, Наркомат среднего машиностроения, Наркомат электростанций и Наркомат строительства. С 10 января 1942 года Челябинску присваивается статус режимного города I категории. С 21 августа 1943 года Челябинск являлся городом республиканского (РСФСР) подчинения.
Уже в начале войны Челябинск обрёл второе, неофициальное имя — Танкоград. Первоначально так назывался крупнейший в мире Кировский танкостроительный завод в Челябинске созданный на базе ЧТЗ, в дальнейшем название перенесено на весь город, значительная часть которого была ориентирована на обеспечение его работы. После соединения мощностей Челябинского тракторного завода с двумя эвакуированными предприятиями — ленинградским Кировским и Харьковским моторостроительным, огромное производство переключилось на выпуск танков. Завод выпускал тяжёлые танки КВ-1 с 1940 года (с 1943 года выпускал ИС-2). После эвакуации Ленинградского Кировского завода, единственный в стране выпускал тяжёлые танки и самоходные установки и был головным предприятием по выпуску танковых дизелей. Также, было освоено всего за 33 дня, массовое производство танков Т-34. Впервые в мировой практике танкостроения сборка среднего танка была поставлена на конвейер именно на ЧТЗ, перенятый в дальнейшем «Уралвагонзаводом». За период Великой Отечественной войны в Челябинске было выпущено 60 тысяч танковых дизелей. С 1943 года на ЧТЗ выпускались самоходно-артиллерийские установки СУ-152, а затем и ИСУ-152. Всего за годы войны на заводе было произведено 18 тысяч боевых машин, что составляет пятую часть от всех выпущенных в стране. На заводе им. Колющенко, куда был эвакуирован в частности завод «Компрессор», было освоено производство установки БМ-13 — знаменитых «Катюш». Предприятия города в годы войны производили дизель-моторы, боеприпасы (патроны, мины, бомбы, фугасы, реактивные снаряды), электрооборудование для боевых машин, детали для танков и автомобилей ЗИС, бронированные стёкла для самолётов и другую необходимую для победы продукцию. К концу войны в каждом третьем танке и боевом самолёте была челябинская сталь.
30 июля 1941 года началось формирование Челябинского танкового училища. В нём готовили командиров танков (экипажей), военных техников, старших механиков-водителей для тяжёлых танков и тяжёлых самоходных артиллерийских установок. Обучение совмещалось с производственной практикой в цехах ЧТЗ при производстве танков. Всего с 1942 по 1945 годы в училище было произведено 37 выпусков военных специалистов по разным специальностям. В общей сложности было подготовлено 6 863 офицеров для бронетанковых войск. Перед курской битвой выпускники училища, а также жители города и области участвовали в формировании 30-го Уральского добровольческого танкового корпуса (в дальнейшем 10-й гвардейский Уральский добровольческий танковый корпус), танковых бригад и в формировании 16 тяжёлых самоходно-артиллерийских полков. В частности, в Челябинске были сформированы: 96-я танковая бригада имени Челябинского комсомола (сформирована в мае 1942 г., за боевые заслуги было присвоено почётное наименование — Шуменская); 97-я танковая бригада (сформирована в июне 1942 г., в дальнейшем 52-я гвардейская танковая бригада, Фастовская); 99-я танковая бригада (сформирована в июне 1942 г., в дальнейшем 59-я гвардейская танковая бригада, Люблинская); 244-я Челябинская танковая бригада (сформирована в составе Уральского добровольческого танкового корпуса, в дальнейшем 63-я гвардейская Челябинская танковая бригада, Петракувская); 119-я танковая бригада (сформирована весной 1942 г., в дальнейшем в связи с потерями переформирована в 7-й гвардейский полк прорыва, Ельнинский); 166-я танковая бригада (сформирована весной 1942 г., в дальнейшем в связи с потерями переформирована в танковый полк); 360-й отдельный Уральский добровольческий танковый полк (сформирована летом 1942 г.); 1536-й тяжёлый самоходно-артиллерийский полк (сформирован в 1943 г., в дальнейшем 378-й гвардейский тяжёлый самоходно-артиллерийский полк, Новгородский); 1529-й тяжёлый самоходно-артиллерийский полк (сформирован в 1943 г., в дальнейшем 333-й гвардейский тяжёлый самоходно-артиллерийский полк, Полоцко-Витебский); 1548-й тяжёлый самоходно-артиллерийский полк (сформирован в 1943 г., в дальнейшем 367-й гвардейский тяжёлый самоходно-артиллерийский полк, Одерский); 1544-й тяжёлый самоходно-артиллерийский полк (сформирован в 1943 г., в дальнейшем 377-й гвардейский тяжёлый самоходно-артиллерийский полк).

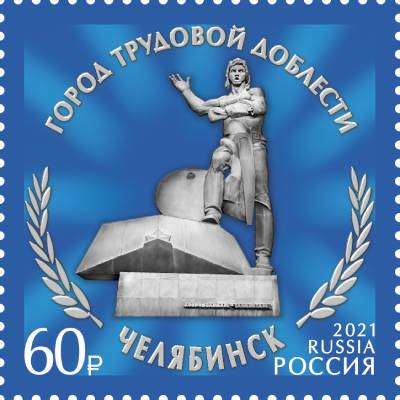
Почтовая марка. Серия «Города трудовой доблести». Челябинск. Памятник танкистам-добровольцам

В паровозном депо железнодорожной станции города в 1941—1942 годах были построены, сформированы и отправлены на фронт 5 бронепоездов в составе 38-го отдельного дивизиона бронепоездов и 39-го особого дивизиона бронепоездов. В Челябинске также были сформированы свыше десяти лыжных батальонов (в частности, 39-й, 40-й, 43-й, 44-й, 155-й, 157-й, 217-й, 218-й, 242-й, 243-й) и 15-я лыжная бригада. Сформированная в Челябинской области 85-я Челябинская стрелковая дивизия приняла бой уже 22 июня 1941 года, а с 27 июня 1941 г. и 174-я стрелковая дивизия.
В Челябинске в годы войны было развёрнуто 10 эвакогоспиталей для тяжелораненых требующих длительного лечения (всего в области было развёрнуто 118 эвакогоспиталей, до 1943 года включая и в населённых пунктах нынешней Курганской области), а также перепрофилированы отделения ряда крупных больниц города, в которые доставлено было с фронта около 220 000 человек, 78 % из которых была излечена и возвращена на фронт. Не обходилось и без летальных исходов составивших 0,3 % от общего количества. Умершие в госпиталях раненые и больные были похоронены в основном на Лесном и Успенском кладбищах в братских могилах. Были в городе сформированы и отправлены на фронт 4251-й и 4253-й инфекционные, 5153-й полевой подвижный госпитали. В 1941—1944 году в Челябинске находился в эвакуации Киевский медицинский институт, выпускавший врачей для фронта; в 1944 году на его базе был создан Челябинский медицинский институт.
В годы войны в городе находились Челябинский лагерь № 102 УНКВД по Челябинской области для интернированных военнопленных иностранных армии и исправительно-трудовой лагерь Челябметаллургстроя (первоначально Бакалстрой-Бакаллаг, впоследствии — Челяблаг) системы ГУЛАГ НКВД СССР.

### Послевоенное время

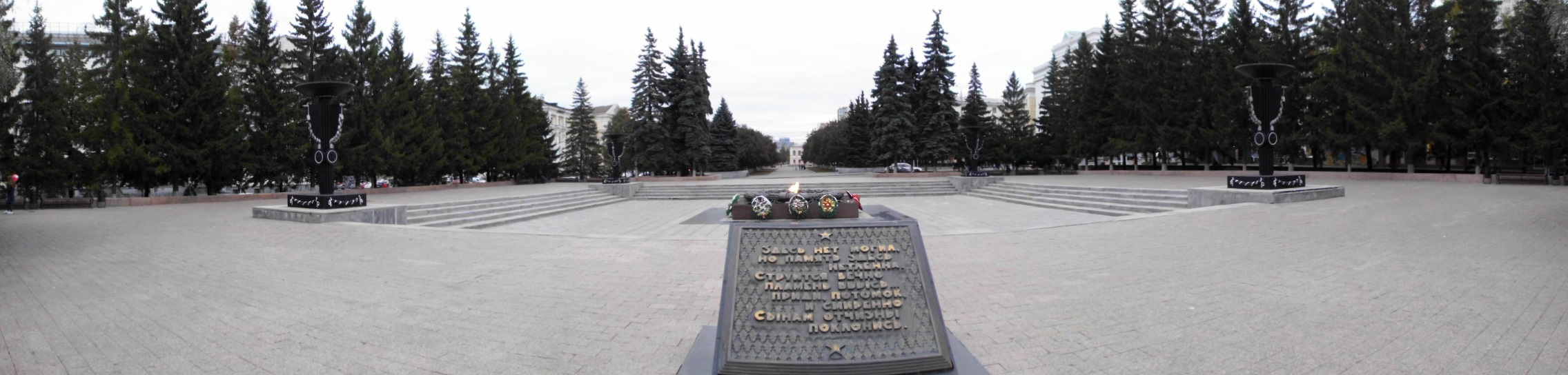
Вечный огонь на бульваре Славы (часть ул. Коммуны) за памятником «Добровольцам-танкистам»

В послевоенное время Челябинск стал поставщиком оборудования, техники, кадровых ресурсов для восстановления Сталинграда, Донбасса, ДнепроГЭСа и других. О значимости Челябинска свидетельствует и тот факт, что он был включён в число 20 городов СССР, подлежащих атомной бомбардировке, согласно первому послевоенному плану войны против СССР (план «Totality») разработанному в США уже в 1945 году, а также включался и в последующие подобные планы.
В 1947 году был утверждён новый план развития, который предусматривал многоэтажную застройку центра города и районов, прилегающих к промышленным предприятиям. Это кардинально изменило панораму Челябинска. Строились предприятия, появлялись новые отрасли промышленности.
На предприятиях активно внедрялась автоматизация, модернизировалось производство. Так, с 1954 года машины с маркой завода Колющенко вышли на мировой рынок и поставлялись в 40 стран мира. На трубопрокатном заводе в 1956 году введена в строй первая очередь крупнейшего в мире трубоэлектросварочного цеха. На металлургическом заводе за десятилетие вступило в строй 18 новых цехов, а в 1958 году запущена доменная печь № 5 — завершена первая в Челябинске Всесоюзная ударная комсомольская стройка. В этот период ЧМЗ (сейчас ЧМК) стал флагманом чёрной металлургии СССР.
К 1960 году в Челябинске уже насчитывалось около 15 тысяч студентов. Первый классический университет на Южном Урале — ЧелГУ был основан в 1976 году. К 1980-м годам столица Южного Урала стала крупным научным центром страны: здесь действовало 7 вузов и около 40 научно-исследовательских и проектно-конструкторских институтов.
С 3 июня 1958 года Челябинск вновь является городом областного подчинения.
В начале 1970-х годов первых посетителей принимают санатории и профилактории ЧТЗ и ЧТПЗ, появляется городская студенческая больница, строятся крупные медицинские учреждения. В короткие сроки была застроена северо-западная часть города, появились новые кварталы высотных домов на ЧТЗ и северо-востоке. 13 октября 1976 года в Челябинске родился миллионный житель, при этом к таковым были причислены сразу 3 новорождённых.
К 1980 году предприятия города дают более половины общесоюзного производства нержавеющей стали, пятую часть производимых в СССР труб, треть ферросплавов, до 40 % дорожных машин. В это время открывается новое здание драматического театра на 1200 мест, всероссийскую известность приобретает Челябинский кукольный театр. В 1986 году Челябинск отметил 250-летие, в честь этого были открыты геологический музей, зал камерной и органной музыки, памятники Игорю Курчатову и «На новый путь».

## Современный период

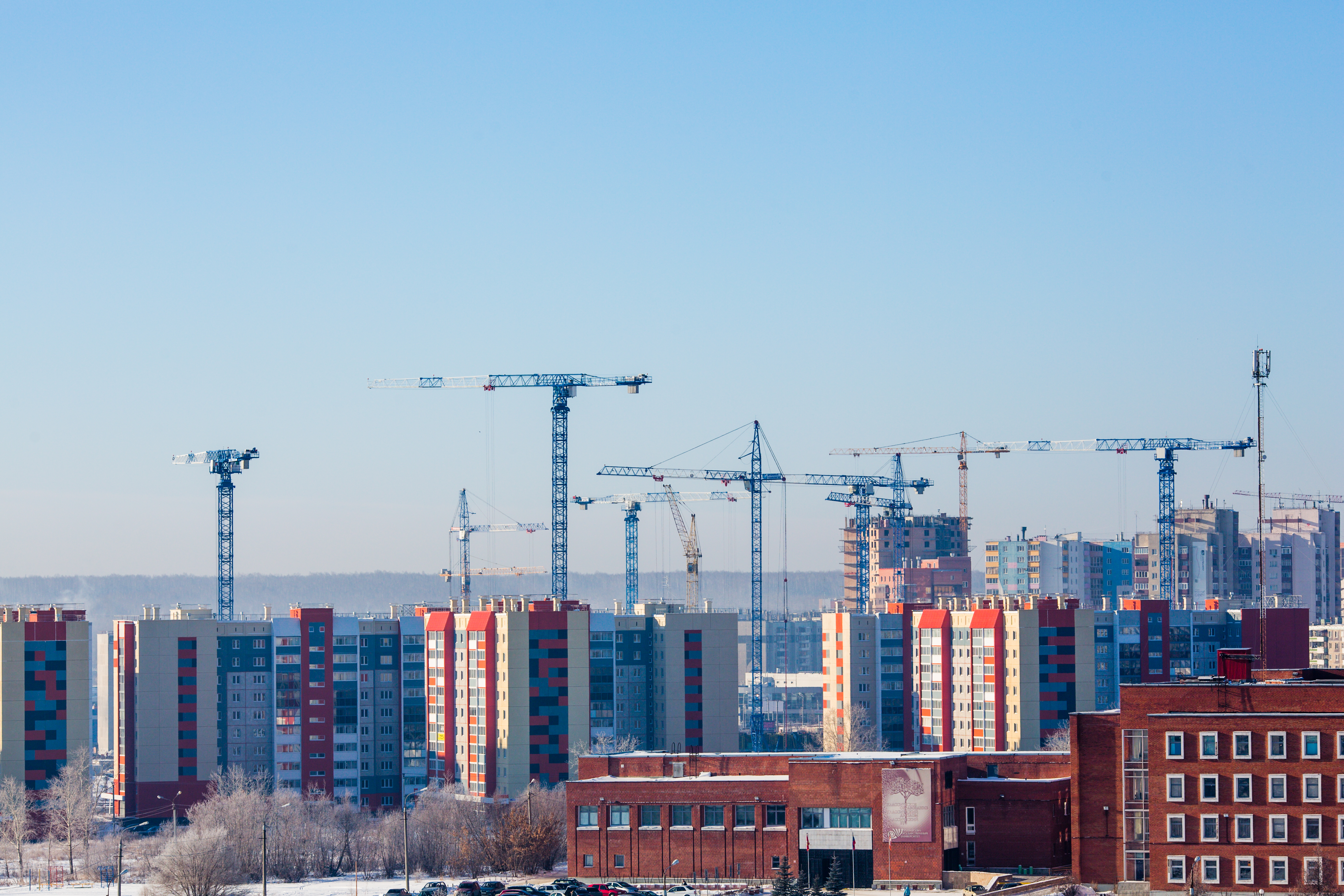
Новый микрорайон Академ-Riverside на северо-западе города

Первая половина 1990-х годов стала сложным для Челябинска, вылившаяся в банкротство предприятий, невыплаты зарплат, недофинансирование социальных программ. Со второй половины десятилетия в Челябинске возобновила работу промышленность, а многие комбинаты и заводы вышли со своей продукцией на мировой рынок. В 1996 году состоялось открытие зоопарка, а в 2004 году — пешеходной улицы Кировки, ставшей любимым местом прогулок челябинцев и гостей города. В 2006 году открыто новое здание государственного исторического музея Южного Урала, а в 2009 году — ледовая арена «Трактор» вместимостью в 7 500 зрителей.
В 2010-е годы в городе, после экономического спада 1990-х годов, активизировалась стройка и ввод нового жилья, были построены с нуля крупные микрорайоны (в свою очередь состоящие из более мелких микрорайонов и жилищных комплексов) со всей инфраструктурой в восточной и северо-западной окраинах, для чего границы города были расширены путём передачи земель Сосновского района: «Чурилово», «Тополиная аллея», «Академ-Riverside», «Парковый», по всему городу проводилась уплотнительная точечная застройка путём строительства как многоквартирных многоэтажных домов, так и целых жилых комплексов имеющих собственные названия, а по размерам иногда сравнимые с небольшими микрорайонами.
1 сентября 2011 года в городе произошла утечка брома на железнодорожной станции Челябинск-Главный, при которой пострадало 102 человека, а некоторые районы города были накрыты удушливым запахом. 15 февраля 2013 года в окрестностях Челябинска упал одноимённый метеорит, от взрывной волны возникшей при падении пострадало 7320 зданий и 1613 человек.
В 2015 году Челябинску присвоено звание «Город трудовой доблести и славы» общественным Межгосударственным союзом городов-героев, а в 2020 году — почётное государственное звание «Город трудовой доблести».